# Jurij Chmyrow
Jurij Leonidowicz Chmyrow (Dołgoruki), ros. Юрий Леонидович Хмыров (Долгорукий) (ur. 23 lutego 1918 r. w Woroneżu, zm. ?) – radziecki wojskowy (porucznik), współpracownik hitlerowskich służb specjalnych, propagandysta Rosyjskiej Armii Wyzwoleńczej, oficer Zarządu Bezpieczeństwa Komitetu Wyzwolenia Narodów Rosji, a następnie oddziału wywiadowczego sztabu Sił Zbrojnych Komitetu Wyzwolenia Narodów Rosji podczas II wojny światowej, publicysta i współpracownik sowieckich służb specjalnych w okresie powojennym.
W 1936 r. ukończył szkołę średnią, po czym został zmobilizowany do Armii Czerwonej. Na początku czerwca 1940 r. ukończył wyższą szkołę wojskowo-morską im. M. W. Frunze, uzyskując stopień porucznika. Objął dowództwo jednego z kutrów torpedowych w składzie Floty Czarnomorskiej. Od listopada tego roku był szturmanem w 3 Dywizjonie 1 Brygady Kutrów Torpedowych. We wrześniu 1941 r. został dowódcą kompanii 3 Pułku Piechoty Morskiej. Brał udział w walkach obronnych o Sewastopol jesienią 1941 r. Podczas drugiego natarcia niemieckiego na miasto latem 1942 r. dostał się do niewoli. Osadzono go w obozie jenieckim w Symferopolu, gdzie podjął kolaborację z Niemcami. Został współpracownikiem Abwehrgruppe-106. Na początku 1944 r. skierowano go do szkoły propagandystów ROA w Dabendorfie pod Berlinem, po ukończeniu której w maju tego roku przekazano go do dyspozycji SD. We wrześniu powrócił do Dabendorfu, po czym wszedł w skład ochrony osobistej gen. Andrieja A. Własowa. Od grudnia służył w Zarządzie Bezpieczeństwa Komitetu Wyzwolenia Narodów Rosji (KONR). W połowie lutego 1945 r. brał udział w zabezpieczaniu ewakuacji z Berlina do Karlsbadu członków KONR. Na początku marca tego roku skierowano go do służby w oddziale wywiadowczym sztabu Sił Zbrojnych KONR. 9 maja wraz z oddziałami "własowskimi" poddał się Amerykanom. Został deportowany do ZSRR. W styczniu 1953 r. po procesie skazano go na karę 7 lat łagrów, a następnie 10 lat zsyłki. Wiadomo, że po wyjściu na wolność w latach 60. i 70. XX w. aktywnie współpracował ze związanym z KGB Sowieckim Komitetem ds. Stosunków Kulturalnych z Rodakami za Granicą i redakcją pisma "Gołos Rodiny". Według części źródeł podczas służby w Armii Czerwonej był agentem oddziału specjalnego sztabu Floty Czarnomorskiej i specjalnie oddał się do niewoli niemieckiej, współpracując przez cały czas z sowieckim wywiadem.